# Барбакадзе, Юза Шаликоевич
Юза Шаликоевич Барбакадзе (род. 1936) — грузинский советский рабочий, депутат Верховного Совета СССР.

## Биография
Родился в 1936 году. Грузин. Образование среднее. Член КПСС с 1958 года.
Трудовую деятельность начал в 1956 году помощником крепильщика, затем работал крепильщиком. С 1967 года — проходчик рудоуправления «Чиатурмарганец», г. Чиатура, Грузинская ССР.
Депутат Совета Национальностей Верховного Совета СССР 9 созыва (1974—1979) от Чиатурского избирательного округа № 192 Грузинской ССР, член Комиссии по промышленности Совета Национальностей.